# Бадер аль-Мутава
Бадер Ахмед аль-Мутава (араб. بدر أحمد المطوع; нар. 10 січня 1985, Ель-Кувейт) — кувейтський футболіст, який грає на позиції нападника в кувейтському клубі «Аль-Кадісія» та національній збірній Кувейту. Рекордсмен за кількістю матчів за збірну Кувейту (186 ігор), та один із кращих бомбардирів за її історію (56 забитих м'ячів). Більшу частину кар'єри провів у клубі «Аль-Кадісія», нетривалий час грав у оренді за клуби «Катар» та «Аль-Наср».

## Клубна кар'єра
Бадер аль-Мутава розпочав виступи на футбольних полях у клубі «Аль-Кадісія» у 2002 році. Практично всю кар'єру футболіста він провів у цьому клубі, лише двічі граючи в оренді нетривалий час у катарському клубі «Катар» у 2007 році, та саудівському клубі «Аль-Наср» у 2011 році. У складі «Аль-Кадісія» Бадер аль-Мутава став дев'ятиразовим чемпіоном країни, сім разів ставав володарем Кубка Еміра Кувейту. У складі команди є одним із кращих бомбардирів, відзначився 277 м'ячами у 400 зіграних матчах. У 2010 році він став найкращим бомбардиром в офіційних матчах у світі за версією IFFHS.

## Виступи за збірну
Бадер аль-Мутава дебютував у складі національної збірної Кувейту у 2003 році під час розіграшу Кубка націй Перської затоки з футболу в Кувейті. У 2010 році у складі збірної він став переможцем Чемпіонату Федерації футболу Західної Азії, а також переможцем Кубок націй Перської затоки. У складі збірної зіграв 196 матчів, у яких відзначився 56 забитими м'ячами. Аль-Мутава деякий час був рекордсменом за кількістю матчів за національну збірну серед чоловіків із 196 матчами після того, як 14 червня 2022 року він перевищив рекорд малайзійця Со Чін Анна (195), визнаний ФІФА. Його показник зрівнявся з показником португальця Кріштіану Роналду під час чемпіонату світу з футболу 2022 року, а пізніше у кваліфікації Євро-2024 Роналду випередив кувейтського футболіста.

## Титули і досягнення

### Клубні
- Чемпіон Кувейту (9):

«Аль-Кадісія»: 2002–03, 2003–04, 2004–05, 2008–09, 2009–10, 2010–11, 2011–12, 2013–14, 2015–16
- Володар Кубка Еміра Кувейту (7):

«Аль-Кадісія»: 2003–04, 2006–07, 2009–10, 2011–12, 2012–13, 2014–15, 2024
- Володар Кубка наслідного принца Кувейту (7):

«Аль-Кадісія»: 2003–04, 2004–05, 2005–06, 2008–09, 2012–13, 2013–14, 2017–18
- Володар Суперкубка Кувейту (6):

«Аль-Кадісія»: 2009, 2011, 2013, 2014, 2018, 2019
- Володар Кубка Федерації футболу Кувейту (6):

«Аль-Кадісія»: 2007–08, 2008–09, 2010–11, 2012–13, 2018–19, 2022–23
- Володар Кубка Аль-Хурафі (2):

«Аль-Кадісія»: 2002–03, 2005–06
- Володар Клубного кубка чемпіонів Перської затоки (1):

«Аль-Кадісія»: 2005
- Володар Кубка АФК (1):

«Аль-Кадісія»: 2014

### Збірні
- Володар Кубка націй Перської затоки: 2010
- Переможець Чемпіонату Західної Азії: 2010
- Найкращий бомбардир Кубка націй Перської затоки: 2010

### Особисті
- Кращий бомбардир 2010 року за версією IFFHS